# Temat–remat
Temat–remat – opozycja między tym, czego dotyczy wypowiedź (tematem), a tym, co o temacie jest powiedziane (rematem). 
Temat jest znaną, określoną wcześniej częścią wypowiedzi (informacją wyjściową), zaś remat wprowadza nowe informacje. Podział zdania na temat i remat nazywa się aktualnym rozczłonkowaniem zdania. Opozycja temat–remat nie musi mieć bezpośredniego przełożenia na opozycje między częściami zdania ani częściami mowy. 
Przykład w języku polskim:
- Janek pisze niezbyt starannie. – tematem jest Janek
- Pisze to on niezbyt starannie (ale za to jak rysuje!) – tematem jest pisanie